# Espinasse (Puy-de-Dôme)
 Espinasse  es una población y comuna francesa, situada en la región de Auvernia, departamento de Puy-de-Dôme, en el distrito de Riom y cantón de Saint-Gervais-d'Auvergne.

## Demografía
| 543 | 507 | 411 | 355 | 274 | 285 |
| Para los censos de 1962 a 1999 la población legal corresponde a la población sin duplicidades (Fuente: INSEE [Consultar]) |     |     |     |     |     |